# Niederfinow
Niederfinow là một đô thị ở the huyện Barnim trong Brandenburg, Đức. Đô thị này có diện tích km², dân số thời điểm ngày 31 tháng 12 năm 2006 là người.